# Старостинська сільська рада
Ста́ростинська сільська́ ра́да (до 01.02.1945 — Велізарівська сільська Рада) — колишня адміністративно-територіальна одиниця та орган місцевого самоврядування в Роздільнянському районі (поділ 1930-2020) Одеської області. Адміністративний центр — село Старостине. Дата ліквідації АТО — 17 липня 2020 року.

## Загальні відомості
Старостинська сільська рада була утворена в 1944 році.
- Територія ради: 70,848 км²
- Населення ради: 2 452 особи (станом на 1 січня 2011 року)

## Історія
Станом на 1 вересня 1946 року до складу Велізарівської сільської ради входили: с. Бакалове, с. Велізарове, с. Старостине, х. Нові Чобручі, х. Старостине, х. Широкий.
На 1 травня 1967 року Старостинська сільська рада мала сучасний склад населених пунктів<. На території сільради був колгосп імені Фрунзе (господарський центр — Старостине). А вже на 1 травня 1973 року відомо також про існування ще одного колгоспу в с. Шевченкове — «Победа».
Відповідно до розпорядження КМУ № 623-р від 27 травня 2020 року «Про затвердження перспективного плану формування територій громад Одеської області» Старостинська сільська рада як АТО разом ще з 9 сільрадами і 1 міською радою району ввійшла до складу спроможної Роздільнянської міської громади.
Сільрада як ОМС реорганізована з 10 грудня 2020 року шляхом приєднання до Роздільнянської міської ради.

## Населені пункти
Сільській раді були підпорядковані населені пункти:
- с. Старостине
- с. Бакалове
- с. Велізарове
- с. Надія
- с. Новий Гребеник
- с. Нові Чобручі
- с. Парканці
- с. Слобідка
- с. Сухе
- с. Шевченкове

## Населення
Згідно з переписом УРСР 1989 року чисельність наявного населення сільської ради становила 2245 осіб, з яких 1046 чоловіків та 1199 жінок.
За переписом населення України 2001 року в сільській раді мешкало 2357 осіб.

### Мова
Розподіл населення за рідною мовою за даними перепису 2001 року:
| Мова       | Відсоток |
| ---------- | -------- |
| українська | 90,37 %  |
| молдовська | 4,88 %   |
| російська  | 4,41 %   |
| болгарська | 0,25 %   |
| гагаузька  | 0,04 %   |
| грецька    | 0,04 %   |

## Склад ради
Рада складалась з 16 депутатів та голови.
- Голова ради: Устіч А. П.

### Керівний склад попередніх скликань
| Прізвище, ім'я, по батькові    | Основні відомості                                            | Дата обрання | Дата звільнення |
| ------------------------------ | ------------------------------------------------------------ | ------------ | --------------- |
| Шовкалюк Валерій Олександрович | Сільський голова, 1962 року народження, член Народної партії | 26.03.2006   | 31.10.2010      |

Примітка: таблиця складена за даними сайту Верховної Ради України

### Депутати
За результатами місцевих виборів 2010 року депутатами ради стали:

#### За суб'єктами висування
| Суб'єкт висування                                       | Кількість обраних депутатів | %    |
| ------------------------------------------------------- | --------------------------- | ---- |
| Партія регіонів                                         | 13                          | 81,3 |
| Самовисування                                           | 2                           | 12,5 |
| Політична партія Всеукраїнське об'єднання «Батьківщина» | 1                           | 6,3  |

#### За округами
| № округу                                                | Прізвище, ім'я, по батькові    | Дата визнання обраним | Освіта             | Партійна приналежність                        | Відомості про обраного депутата                             |
| ------------------------------------------------------- | ------------------------------ | --------------------- | ------------------ | --------------------------------------------- | ----------------------------------------------------------- |
| Партія регіонів                                         |                                |                       |                    |                                               |                                                             |
| 2                                                       | Кузнецов Володимир Ілліч       | 03.11.2010            | середня спеціальна | член Партії регіонів                          | приватний підприємець                                       |
| 3                                                       | Сандул Тетяна Петрівна         | 03.11.2010            | середня спеціальна | член Партії регіонів                          | військово-обліковий стіл Старостинської сільради, начальник |
| 4                                                       | Росолов Володимир Анатолійович | 03.11.2010            | середня спеціальна | член Партії регіонів                          | тимчасово не працює                                         |
| 5                                                       | Тарнавський Олександр Іванович | 03.11.2010            | середня спеціальна | член Партії регіонів                          | приватний підприємець                                       |
| 6                                                       | Софієць Надія Євгенівна        | 03.11.2010            | середня спеціальна | член Партії регіонів                          | тимчасово не працює                                         |
| 7                                                       | Дементьєв Віктор Георгійович   | 03.11.2010            | вища               | член Партії регіонів                          | тимчасово не працює                                         |
| 8                                                       | Бондар Тетяна Нестерівна       | 03.11.2010            | середня            | член Партії регіонів                          | тимчасово не працює                                         |
| 9                                                       | Гальчинський Віктор Нестерович | 03.11.2010            | середня            | член Партії регіонів                          | АКБ «Імексбанк», охоронець                                  |
| 10                                                      | Прокопов Василь Дмитрович      | 03.11.2010            | середня            | член Партії регіонів                          | ПФ «Мрія» приватний підприємець                             |
| 11                                                      | Каменських Тетяна Миколаївна   | 03.11.2010            | вища               | член Партії регіонів                          | Старостинська сільрада, секретар                            |
| 12                                                      | Кіндзерська Людмила Вікторівна | 03.11.2010            | вища               | член Партії регіонів                          | Слобідська загальноосвітня школа, заступник директора       |
| 13                                                      | Кутова Тетяна Миколаївна       | 03.11.2010            | середня спеціальна | член Партії регіонів                          | терцентр м. Роздільна, соціальний працівник                 |
| 15                                                      | Сенетович Михайло Васильович   | 03.11.2010            | середня спеціальна | член Партії регіонів                          | Одеське ВУ магістральних газопроводів, оператор             |
| Політична партія Всеукраїнське об'єднання «Батьківщина» |                                |                       |                    |                                               |                                                             |
| 14                                                      | Устіч Людмила Василівна        | 03.11.2010            | вища               | член Всеукраїнського об'єднання «Батьківщина» | Старостинська загальноосвітня школа, вчитель                |
| Самовисування                                           |                                |                       |                    |                                               |                                                             |
| 1                                                       | Пушнов Іван Георгійович        | 03.11.2010            | середня            | позапартійний                                 | 1 загін Одеської воєнізованої охорони, охоронець            |
| 16                                                      | Зубата Юлія Петрівна           | 03.11.2010            | вища               | позапартійна                                  | Слобідська загальноосвітня школа, директор                  |